# Carolinaspecht
Der Carolinaspecht (Melanerpes carolinus) ist ein Vertreter der Gattung Melanerpes innerhalb der Unterfamilie der Echten Spechte (Picinae). Der etwas über buntspechtgroße, aktive und auffällige Specht ist in den östlichen und mittleren USA recht häufig. In den letzten Jahrzehnten konnte er sein Brutareal nach Norden und Westen ausdehnen. Häufig werden vier Unterarten genannt, die jedoch keine allgemeine Anerkennung finden.

## Aussehen und Verwechslungsmöglichkeiten

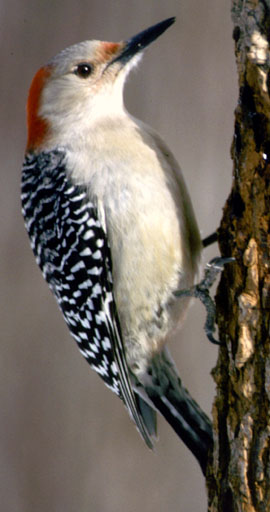
Weiblicher, adulter Carolinaspecht

Carolinaspechte sind mit der für viele Melanerpes-Arten typischen zebraartig gestreiften Oberseite, der verwaschen graubraunen, weitgehend zeichnungslosen Unterseite und den roten Kopfabzeichen auffällig und kontrastreich gefärbt. Auch die unteren Flügeldeckfedern weisen eine feine schwarz-weiß Streifung auf. Kennzeichnend und einziger auffälliger Färbungsdimorphismus besteht in der Färbung des Kopfes und des Nackens. Bei Männchen sind die gesamte Kopfoberseite, der Scheitel und der Nacken hell rostrot gefärbt; bei Weibchen nur der Hinterscheitel und der Nacken, sowie ein kleiner Bereich über dem Schnabelansatz. Das Gesichtsfeld ist isabellfarben bis graubraun, oft auch leicht rötlich, wie mit Ziegelstaub behaucht, die Iris ist dunkelpurpurn, der Schnabel grauschwarz. Die vierzehigen Beine sind relativ hell grünlichgrau. Der im Englischen namensgebende rote Bauchfleck („Red-bellied Woodpecker“) liegt bei beiden Geschlechtern am Unterbauch, fast schon am Steiß und ist im Feld meist nicht zu erkennen. Neben der verschiedenartigen Kopffärbung weisen Weibchen als zweiten, meist feststellbaren Geschlechtsunterschied eine individuell unterschiedlich stark ausgeprägte Schwarzflockung der unteren Bauchflanken auf. Die mittleren Federn des langen Stützschwanzes sind mehrheitlich weiß, ebenso der Bürzel – die äußeren Steuerfedern und die deutlich zweigeteilte Schwanzspitze sind dagegen schwarz; nur die Außenfahnen der äußersten Steuerfedern weisen wieder größere weiße Abschnitte auf.
Das erste Jugendkleid ähnelt stark dem Weibchengefieder, jedoch sind die roten Abzeichen noch undeutlicher und kleiner und im Farbton mehr orange als rot. Mit der Herbstmauser wechseln die Jungvögel ins Erwachsenengefieder und sind dann von älteren feldornithologisch nicht mehr unterscheidbar.
Carolinaspechte sind im Durchschnitt etwa 24 Zentimeter lang, das Gewichtsmittel liegt bei 75 Gramm; Männchen scheinen im Durchschnitt bis zu zehn Prozent schwerer als Weibchen zu sein.
In weiten Bereichen seines Verbreitungsgebietes ist der Carolinaspecht unverwechselbar. Nur in einigen Regionen von Texas und von Oklahoma überlappen seine Brutgebiete mit denen des ähnlich gefärbten Goldstirnspechtes. Bei diesem sind jedoch die rötlichen Abzeichen kleiner und eher orange (bei Weibchen ausschließlich goldgelb), der Schwanz ist schwarz, während Bürzel und obere Schwanzdeckfedern rein weiß sind. Die Brutgebiete des ebenfalls ähnlich gefärbten Gilaspechtes berühren die des Carolinaspechtes nicht.

### Stimme
Der Carolinaspecht ist akustisch während des gesamten Jahres sehr auffällig; der Höhepunkt der vokalen Präsenz liegt jedoch im Spätwinter und im zeitigen Frühjahr. Charakteristischer Ruf ist ein wiederholt explosiv ausgestoßenes, etwas schnalzend und vibrierend klingendes, hohes und schrilles Quiierr, das sowohl in territorial wie auch sexuell motivierten Situationen geäußert wird. Häufig, meist während des Fluges ist ein gereihtes, häherartiges Cha...Cha...Cha zu hören. Im Spätwinter und im Frühjahr trommeln vor allem die Männchen intensiv – die Wirbel sind nicht schnell und mit maximal 15 Elementen recht kurz; die ersten Anschläge sind häufig von den folgenden deutlich abgesetzt.

## Verbreitung, Lebensraum und Territorialität

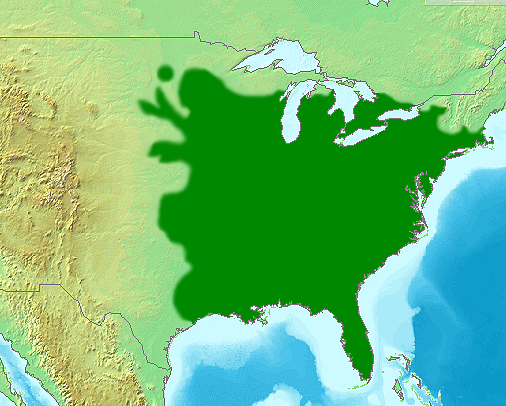
Verbreitungsgebiet des Carolinaspechtes
Im gesamten Verbreitungsgebiet weitgehend Jahresvogel

Der Carolinaspecht ist in der Osthälfte der USA ein verbreiteter Brutvogel. Die Westgrenze des Brutgebietes liegt östlich von 100° West, gelegentlich dringt er jedoch entlang bewaldeter Flussläufe noch weiter nach Westen vor. Im Nordosten liegen im südlichen Ontario die nördlichsten Brutplätze. Im Südwesten wird Mitteltexas erreicht. Gegenwärtig kann die Art ihr Brutareal im Norden und Westen vergrößern und Verbreitungslücken im gesamten Verbreitungsgebiet auffüllen.
In diesem großen Verbreitungsgebiet ist der Carolinaspecht vom Küstenniveau bis in die Mittelgebirgszonen der Appalachen fast flächendeckend vertreten. Brutvorkommen über 1000 Meter Höhe scheinen sehr selten zu sein. Die höchsten Verbreitungsdichten werden in den Feuchtwäldern des Mississippitieflandes, in den südöstlich daran angrenzenden Regionen, sowie entlang der südöstlichen Atlantikküste festgestellt, während die nördlichen und westlichen Expansionsgebiete bedeutend lockerer besiedelt sind. In die nadelwalddominierten Ausläufer der östlichen Rocky Mountains drang die Art bislang nicht vor. Carolinaspechte sind in ihrer Habitatwahl  sehr anpassungsfähig und flexibel, alte lichte Laubwälder, oft auch in ausgesprochen feuchten Standorten, werden jedoch bevorzugt. Eine eindeutige Präferenz einer Baumart ist nicht festzustellen: Carolinaspechte brüten in Wäldern, in denen Eichen, Hickories, Ahornarten oder Zürgelbäume die dominierenden Baumarten bilden. Im Südwesten kommt die Art auch in lockeren Eichen-Kiefern-Mischwäldern vor. Auch in völlig offenen Landschaften, in denen nur Telegraphenmasten geeignete Niststandorte bieten, kann diese Spechtart gelegentlich als Brutvogel angetroffen werden. Nicht selten brüten Carolinaspechte auch in großen Parks, auf Friedhöfen oder Golfplätzen.
Die Männchen besetzen und verteidigen während des gesamten Jahres Territorien, deren Größe zwischen etwa 4 bis über 20 Hektar beträgt. Über Weibchenreviere ist wenig bekannt.
Regelmäßig feststellbare Wanderbewegungen wurden nicht beobachtet; die nördlichsten Brutgebiete können aber von größeren Populationen in sehr strengen Wintern geräumt werden,  auch eruptive Zugbewegungen, die vor allem einem Massenangebot von Ahornsamen folgen, finden statt.

## Nahrung und Nahrungserwerb

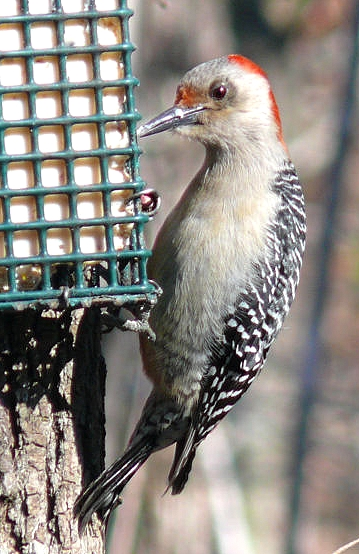
Weiblicher, adulter Carolinaspecht an einer Futterstelle gefüllt mit Rindertalg

Carolinaspechte sind weitgehend  omnivore Nahrungsgeneralisten. Quantitative Analysen der Nahrungsgesamtmenge ergaben etwa 2 Drittel vegetabile und ein Drittel animalische Kost. Unter der tierischen Nahrung überwiegen Insekten und Insektenlarven; daneben werden jedoch auch regelmäßig Eier und Nestlinge, seltener kleine Säugetiere, Echsen – insbesondere Anolis-Arten – und Baumfrösche erbeutet. Der vegetarische Nahrungsanteil setzt sich aus Nüssen, Eicheln, Ahorn- und Kiefernsamen, Früchten aller Art und Beeren zusammen. Regelmäßig erscheint der Carolinaspecht an Ringelstellen anderer Spechte. Auch an angeschwemmten Fischkadavern hat man diese Spechtart beobachtet.
Der Großteil der Nahrung wird im Stamm- und Astbereich aufgenommen; seltener sieht man die Art auf dem Boden nach Nahrung suchen. Stochern, systematisches Absuchen der Stamm- und Astoberflächen sowie Bohren in Ritzen und Spalten sind die häufigsten Techniken im Nahrungserwerb, aber auch tiefgreifendes Aufhacken und Wegstemmen von größeren Rindenabschnitten kommen vor. Obst wird meist, oft kopfunter am Ast hängend, direkt vom Zweig gepflückt oder angehackt. Häufig suchen Carolinaspechte Futterstellen und Nektarspender auf und zeigen sich dabei nur wenig scheu.

## Brutbiologie
Carolinaspechte führen eine weitgehend monogame Saisonpartnerschaft. Auf Grund der großen Brutortstreue beider Geschlechter sind Wiederverpaarungen letztjähriger Partner häufig. Wesentlichstes Balzritual scheint das Höhlenzeigen des Männchens zu sein, bei dem es unter lauten Territorialrufen, Trommelfolgen und ritualisierten Klopfen ein Weibchen zu beeindrucken sucht. Ist ein Weibchen mit der begonnenen oder vollendeten Höhlenanlage einverstanden, bestätigt es das, indem es sich am Höhleneingang niederlässt oder in die Höhle einschlüpft und ritualisiert langsam und leise klopft.
Die Nisthöhle wird in der Regel in einem abgestorbenen Baumstumpf oder auf der Unterseite eines starken, toten Seitenastes angelegt. Auch Holzkonstruktionen jeglicher Art, sofern sie sich in einem gewissen Zerfallsstadium befinden, können als Höhlenstandort gewählt werden. Wenn Höhlen in lebendes Holz geschlagen werden, handelt es sich immer um Baumarten mit sehr weichem Holz, wie zum Beispiel Pappeln oder Weiden. Carolinaspechte scheinen jedes Jahr einen neuen Höhlenbau zu beginnen, verwenden gute Bruthöhlen aber oft mehrere Jahre. Neue Höhlen werden häufig unterhalb alter angelegt, sodass bewährte Höhlenbäume eine Reihe von Bruthöhlen aufweisen können. Am Höhlenbau sind beide Partner beteiligt, das Männchen leistet jedoch die Hauptarbeit. Abhängig von der Holzbeschaffenheit kann eine neue Höhle innerhalb von zwei Wochen fertiggestellt werden. Der leicht querovale Eingang misst über fünf Zentimeter im Durchmesser.
Frühester Brutbeginn ist im gesamten Verbreitungsgebiet der April; im nördlichen und westlichen Verbreitungsteil kommt es meist nur zu einer Jahresbrut, im Süden zu zwei, in Ausnahmefällen sogar zu drei. Bei Höhlen, Ei- oder Nestlingsverlust sind Nachgelege häufig. Die Legeperiode für Zweit- beziehungsweise Drittgelege reicht in den südöstlichsten Brutgebieten bis in den späten August.
Auf die lockere Hackspanunterlage werden im Tagesabstand 4–5 (3–6) langovale, matt glänzende, weiße Eier in den durchschnittlichen Maßen von 25 × 19 Millimetern gelegt, die von beiden Eltern ab dem vorletzten Ei etwa 12–14 Tage bebrütet werden. Wie bei den meisten Spechten brütet während des Tages das Weibchen häufiger, während der Nacht aber ausschließlich das Männchen. Die Nestlingszeit, während der beide Eltern mit im Schnabel herangetragener Nahrung die Jungen versorgen, beträgt etwa 26 Tage. Nach dem Ausfliegen folgen die Jungvögel noch eine gewisse Zeit den Eltern, meist in zwei Gruppen aufgeteilt; wenn noch Folgebruten zu erwarten sind, dauert die Führungszeiten mit maximal drei Wochen nur relativ kurz, bei Letztbruten kann sie an die zwei Monate währen. Auch regional ist von Süd nach Nord eine deutliche Zunahme der Führungszeitdauer festzustellen.
Über die Jugenddismigration liegen keine belastbaren Daten vor.

## Systematik
Die Art gilt heute als monotypisch, obwohl außer der Nominatform noch drei weitere Unterarten beschrieben werden: M. c. perplexus (Burleigh and Lowery, 1944) in Südflorida und den Florida Keys, M. c. harpaceus (Koelz, 1954) in Zentral- und Osttexas, sowie M. c. zebra (Boddaert, 1783) in Südkanada und den nordwestlichsten Verbreitungsgebieten. Beträchtliche individuelle Färbungsunterschiede lassen jedoch Zweifel an der Berechtigung dieser Unterarten aufkommen; generell lässt sich nur sagen, dass die meisten Vögel östlich des Mississippis im Durchschnitt geringfügig kleiner sind, auf der Oberseite dunkler wirken und dass bei vielen von ihnen der rote Bauchfleck etwas deutlicher ausgeprägt ist als bei den westlichen und südwestlichen Populationen.
Molekularbiologische Untersuchungen zu den genauen Verwandtschaftsverhältnissen von M. carolinus liegen bislang nicht vor. Es wird angenommen, dass die neun auf der Oberseite schwarz-weiß gestreiften Melanerpes-Arten in einem nahen Verwandtschaftsverhältnis zueinander stehen; diese werden auch gelegentlich von den übrigen Melanerpes abgetrennt, in der Gattung Centurus zusammengefasst.
Ob Berichte aus den südwestlichsten Verbreitungsgebieten über Hybridisationen zwischen dem Carolinaspecht und dem Goldstirnspecht zutreffen, ist unklar und wird auf Grund der sehr unterschiedlichen Lebensraumstrukturen dieser beiden Spechtarten bezweifelt.

## Bestand und Bestandsentwicklung
Der Carolinaspecht ist derzeit nicht gefährdet. Die Gesamtpopulation wird auf etwa 10 Millionen Individuen geschätzt. In weiten Teilen seines Verbreitungsgebietes wird die Art häufiger, die größten Bestandszunahmen verzeichnen die nordöstlichsten Bundesstaaten der USA. Klimaeinflüsse und das zunehmend flächendeckende winterliche Füttern werden als Gründe für diese Nord- und Nordwestausbreitung diskutiert.

## Einzelbelege
1. 1 2  Winkler (1995)
2. ↑  BNA  (2000) Audio Gallery
3. 1 2  BNA (2000) Habit
4. 1 2  BNA (2000) Demography
5. 1 2  BNA (2000) Breeding
6. ↑  BNA (2000) Systematics
7. ↑  Factsheet auf BirdLife International